# Friendica
Friendica (precedentemente conosciuto come Friendika) è un software libero che implementa un social network distribuito con un controllo esteso della privacy e una procedura di installazione il più semplice possibile.
Ha tra i suoi obiettivi l'interoperabilità con il maggior numero possibile di altre reti sociali.